# Karl III av Navarra
Karl III av Navarra (1361-1425) även känd som den ädle (franska Charles le Noble), var kung av Navarra 1387-1425, greve av Évreux 1387-1404 och hertig av Nemours 1404-1425. 
Han ägnade sin regeringstid åt att förbättra Navarras infrastruktur, som hade blivit eftersatt efter hans fars regeringstid. Han arbetade också för att förbättra de ansträngda relationerna till Frankrike.
Karl gifte sig med Eleonora av Kastilien, som dog 1416. Efter hans död blev hans dotter Blanka regent. Hans syster Johanna var gift med Henrik IV av England.